# Markus Zimmermann
Markus Zimmermann   (Berchtesgaden, 4 de setembre de 1964) és un pilot de bob alemany, ja retirat, que va competir entre les dècades de 1980 i 2000.
Durant la seva carrera esportiva va prendre part en quatre edicions dels Jocs Olímpics d'Hivern. El 1992, a Albertville, va guanyar la medalla de plata en la cursa de bobs a dos del programa de bobsleigh. Dos anys més tard, als Jocs de Lillehammer, fou quart en la mateixa cursa. Als Jocs de Nagano de 1998 va disputar dues proves del programa de bobsleigh. Formant equip amb Christoph Langen, Marco Jakobs i Olaf Hampel guanyà la medalla d'or en la prova de bobs a 4, mentre en la del Bobs a 2, junt a Langen, guanyà la de bronze. La quarta i darrera participació en uns Jocs va tenir lloc el 2002 a Salt Lake City. Junt a Langen guanyà la medalla d'or en la prova del bobs a 2.
En el seu palmarès també destaquen cinc medalles d'or i tres de plata al Campionat del món de bob, entre el de 1991 i el de 2004 i tres d'or, una de plata i quatre de bronze al Campionat d'Europa de bob. A nivell nacional guanyà cinc campionats alemanys.